# OpenUI5
OpenUI5 ist ein JavaScript-Framework, entwickelt um betriebssystemunabhängige Geschäftsanwendungen zu erstellen. Es ist ein Open-Source-Projekt und wird von der SAP SE unter der Apache-2.0-Lizenz entwickelt und ist offen für Erweiterungen.
Der OpenUI5-Kernel basiert auf JavaScript, jQuery, und LESS. Die Bibliothek beinhaltet die MVC-Architekturbausteine mit Optionen für verschiedene Ansichten und Modellformate.

## Geschichte
Die Bibliothek wurde im Dezember 2013 als Open Source veröffentlicht, nachdem sie einige Jahre bei SAP in der Produktion war. Seit Oktober 2014 akzeptiert das Team Erweiterungen über GitHub.

## Vertriebsstatus
Im Gegensatz zu DHTMLX, Kend UI oder Webix, vergleichbar mit dōjō toolkit und Ext JS, sind alle Komponenten von OpenUI5 kostenlos und es gibt keine bezahlten „Premium“-Funktionen:

“OpenUI5 is best described as a one-stop-shop toolkit. It has everything you need to build web applications, while leaving enough flexibility to extend. And by the way, it’s the only one that gives you full functionality for free. While other popular toolkits come as a free trial with paid versions for full functionality, OpenUI5 comes as a complete product by itself – no upsells, no paid premium.”

„OpenUI5 versteht sich am besten als Gesamtpaket. Es hat alles, was benötigt wird, um Web-Applikationen zu entwickeln, während ausreichend Flexibilität für Erweiterungen verbleibt. Und es ist dazu das einzige Programm, welches die volle Funktionalität kostenlos anbietet. Während andere bekannte Programme als Testversion angeboten werden und für die volle Funktionalität bezahlt werden muss, bietet OpenUI5 dies komplett kostenlos – ohne Kauf, ohne bezahlte Premiumdienste.“

## Haupteigenschaften
- 180 Steuerungen für die Benutzeroberfläche, hardwareübergreifend gruppiert (Telefon, Tablets und Desktop-PCs): Menü, Karussell, Panel, Toolbar, Icon Tabelle, Layout, Verfügbarkeitsgrids, Splitter, Listen, Tabellen, Dialoge, Nachrichtenboxen, Verfügbarkeits-Popup, Kalender, Comboboxen, Datumsauswahlhilfe, Dateiuploader, Bewertungsindikator, Segmentknöpfe, Slider, Tagdisplays etc.[8] und für die Desktop-Steuerung: Akkordeon, Farbauswahl, Landkarte, Tabellenbaum etc.[9]
- WYSIWYG-Themendesigner (zurzeit noch nicht Opensource)[10]
- MVC-Architektur
- Verschiedene Ansichten (XML, HTML, JavaScript oder JSON)
- Databinding mit OData-, JSON- oder XML-Modellen
- I18n, Rechts-nach-Links-Sprachsupport
- Konsistente UX-Bausteine auf allen Frontendeigenschaften